# Hans-Joachim von Falkenhausen
Hans-Joachim von Falkenhausen, né le 5 octobre 1897 à Brieg et mort le 2 juillet 1934  à Berlin, est un membre du NSDAP et de la SA. Il est assassiné lors de la nuit des Longs Couteaux.

## Biographie

### Jeunesse et Première Guerre mondiale
Né en 1897, Hans-Joachim von Falkenhausen est le septième enfant d'Alexandre Freiherr von Falkenhausen (1844-1909) et de son épouse Elizabeth, née Schuler von Senden (1853-1936). Parmi ses frères aînés, figure le général Alexander von Falkenhausen.
Il participe à la Première Guerre mondiale, dans laquelle il perd une jambe qui est par la suite remplacée par une prothèse.

### République de Weimar et Troisième Reich
En 1930, il rejoint le mouvement nazi : il devient à la fois membre du NSDAP et des SA, la milice du parti, où sa progression est rapide.
En 1933, il est nommé chef de cabinet et secrétaire du SA-Führer Georg von Detten.

### Arrestation et mort
Le 30 juin 1934, il est arrêté à Munich lors de la nuit des Longs Couteaux. Le 1er juillet 1934, il est emmené à Berlin et, dans la nuit du 2 juillet 1934, il est assassiné à l’école des cadets de Lichterfelde par un commando SS. Il aurait été torturé avant son exécution.